# Rathaus Innsbruck

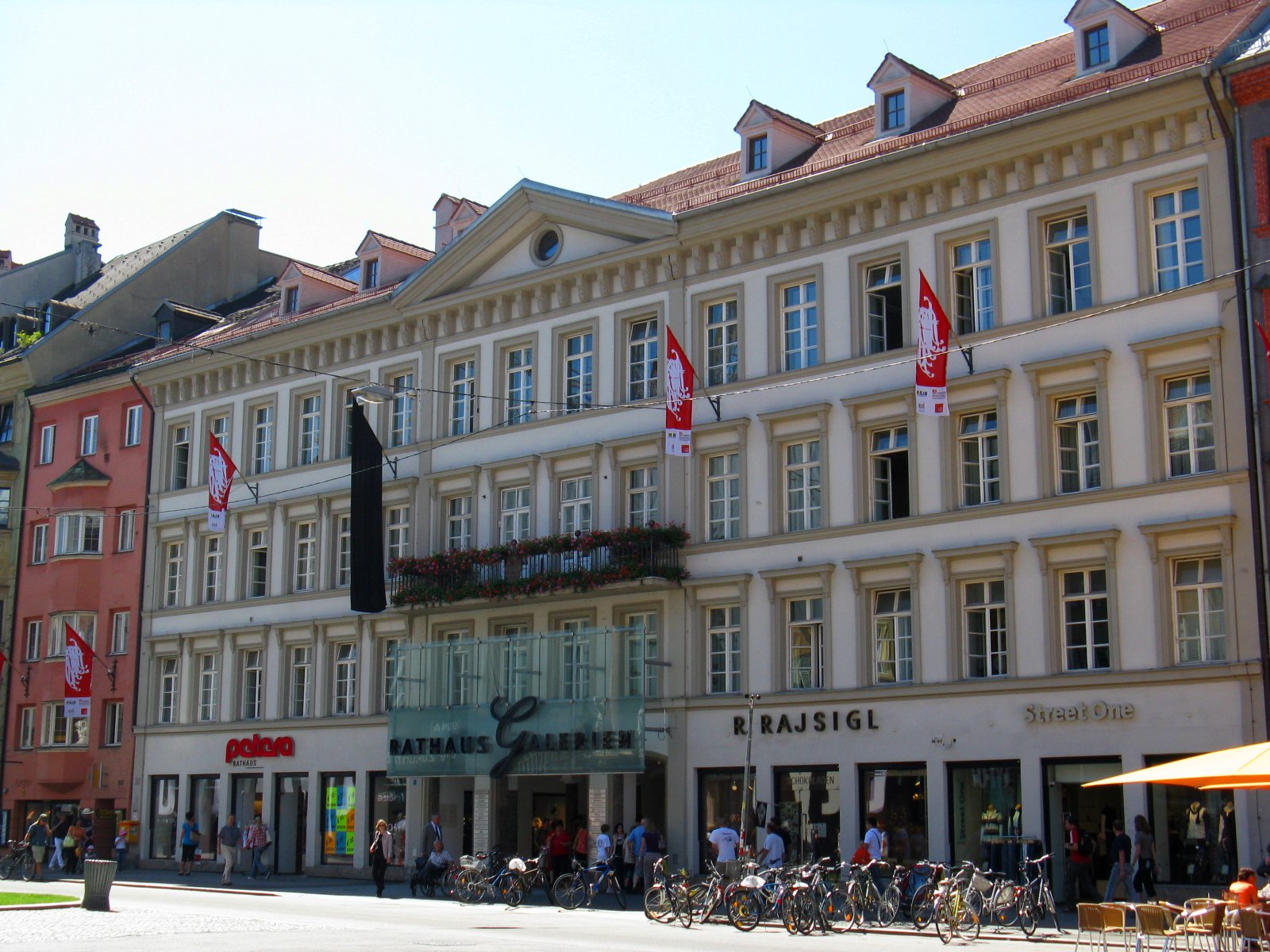
Neues Rathaus

Das Innsbrucker Rathaus, zur Unterscheidung vom Alten Rathaus auch Neues Rathaus genannt, steht in der Maria-Theresien-Straße in der Innenstadt. Das ins 16. Jahrhundert zurückgehende, unter Denkmalschutz (Listeneintrag) stehende Gebäude dient seit 1897 als Rathaus der Stadt Innsbruck.

## Geschichte
Im 19. Jahrhundert gab es immer wieder Pläne, das seit 1358 bestehende Rathaus in der Herzog-Friedrich-Straße umzubauen und zu vergrößern. Keiner dieser Pläne wurde verwirklicht, stattdessen übernahm die Stadt das 1897 als Schenkung erhaltene Gebäude in der Maria-Theresien-Straße als neues Rathaus.
Drei gotische Bürgerhäuser in der damaligen Neustadt wurden Anfang des 18. Jahrhunderts nach Plänen von Johann Martin Gumpp dem Älteren zum barocken Palais Künigl umgebaut. 1810 erwarb es der Handelsmann Leopold Ferstl, 1847 der Wiener Hotelier Ernst Manlik, der es 1848 zum Hotel d’Autriche (Österreichischer Hof) umbauen ließ. Es war das erste Haus am Platz, musste aber aufgrund der Konkurrenz durch die neuen Hotels am Bahnhofsplatz schon 1876 den Betrieb wieder einstellen. 1882 erwarb es der Innsbrucker Papiergroßhändler Leonhard Lang, der es für sein zur Großhandlung angewachsenes Geschäft nutzte und erweiterte und unter anderem eine Freitreppe im Inneren errichten ließ. 1897 schenkte er das Gebäude der Stadt Innsbruck als neues Rathaus. Dafür wurde er noch im selben Jahr zum Ehrenbürger ernannt. Am 10. November 1897 übersiedelte der Stadtmagistrat aus der Altstadt in das neue Rathaus.

## Baubeschreibung

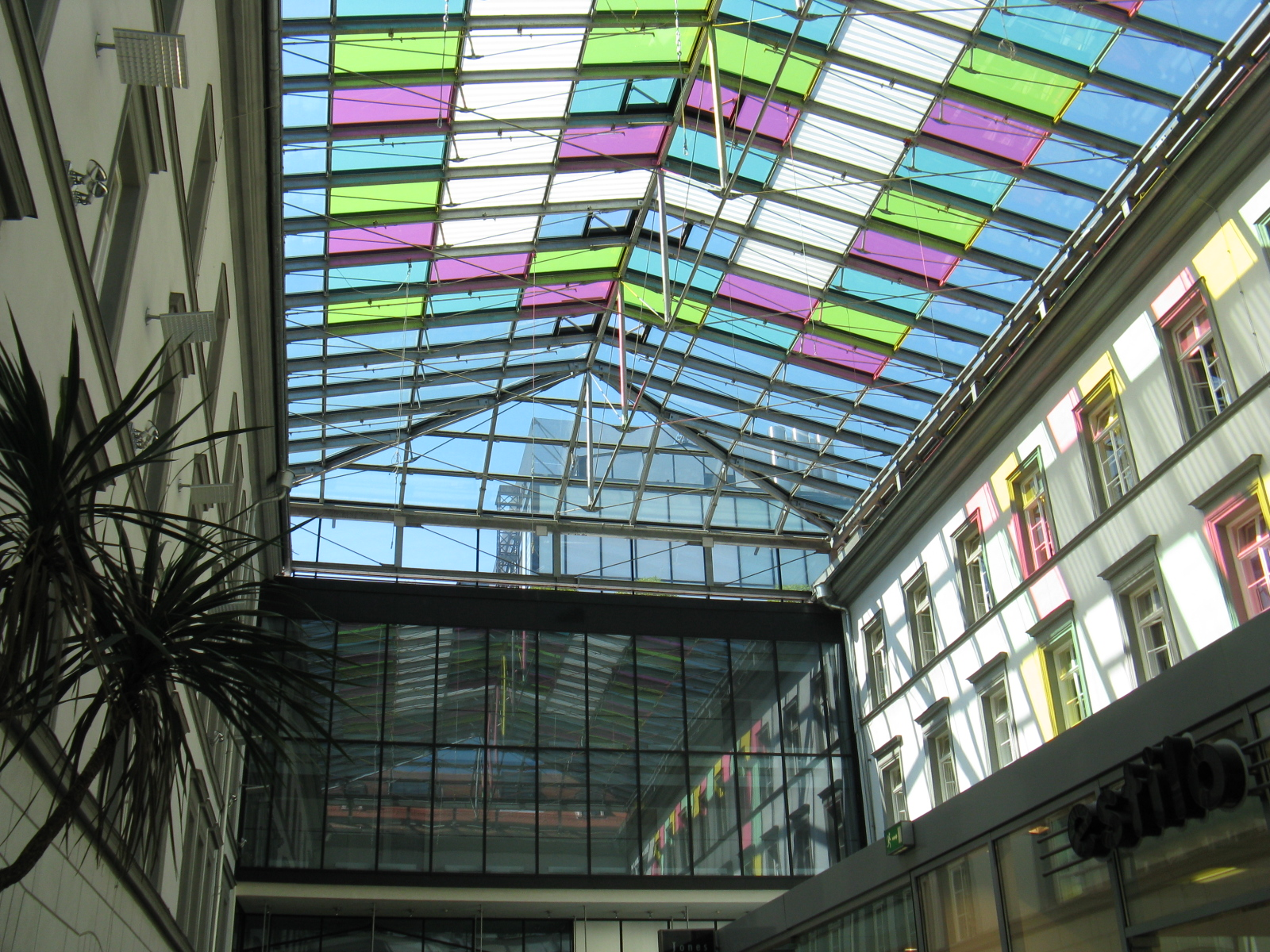
Passage

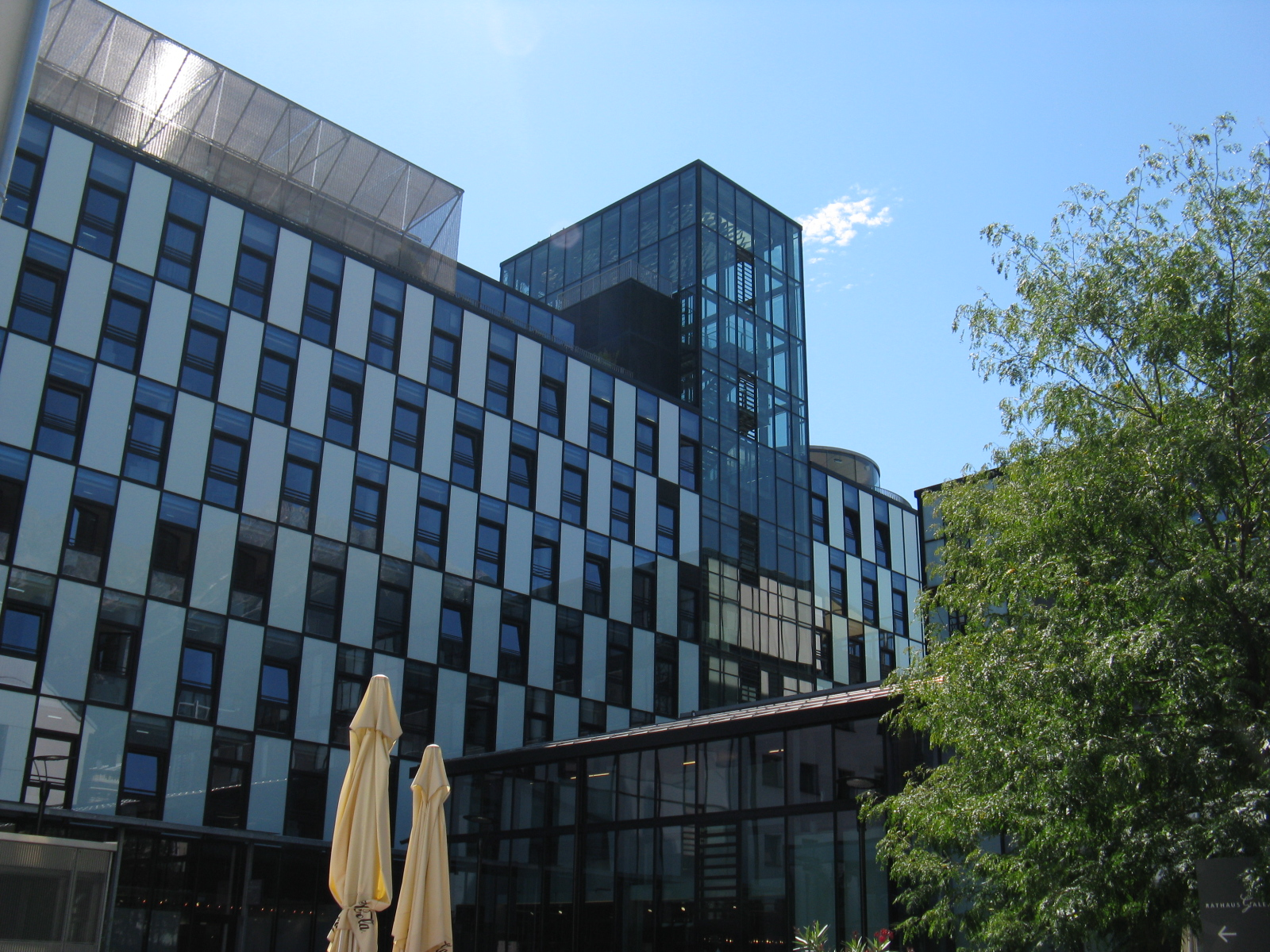
Erweiterungsbau von 2002

Die ursprünglich barocke Palastanlage bestand aus einem viergeschoßigen, zwölfachsigen Haupttrakt und zwei dreigeschoßigen Querflügeln. Beim Umbau 1848 wurde die Fassade im klassizistischen Stil umgestaltet. Die vier Mittelachsen der streng symmetrischen Fassade sind durch über alle Geschoße reichende Kolossalpilaster gegliedert. Im zweiten Obergeschoß befindet sich ein Balkon. Die Fensterrahmen sind profiliert und im ersten und zweiten Obergeschoß mit einer geraden Verdachung versehen. Ein mehrfach profiliertes Kranzgesims mit unter dem Giebel durchlaufendem Konsolengesims schließt die Fassade ab.
Der zwischen 1882 und 1886 errichtete Quer- bzw. Saaltrakt im Innenhof mit Fresken von Ferdinand Wagner wurde 1944 durch Bomben zerstört. Der Westtrakt des Rathauses an der Fallmerayerstraße stammt aus dem Jahr 1939.

## Erweiterung
Ab Mitte der 1980er Jahre gab es Pläne für eine Erweiterung des Rathauses, die schließlich in einem Projekt der Stadt Innsbruck mit privaten Investoren verwirklicht wurde. 2002 wurde der vom französischen Architekten Dominique Perrault geplante, wesentlich vergrößerte Rathauskomplex eröffnet, der neben neuen Räumlichkeiten für die Stadtverwaltung ein Kongresshotel mit Dachgarten, eine Einkaufspassage (Rathausgalerien) und eine Tiefgarage umfasst. Die Passage stellt eine Verbindung zwischen Maria-Theresien-Straße, Adolf-Pichler-Platz und Anichstraße her. Sie ist von einer Glasfläche mit einzelnen farbigen Glasfeldern, die von Daniel Buren entworfen wurde, überdacht. In der Mitte der Passage befindet sich der Zugang zum neuen Rathaus, darüber erhebt sich der 37 m hohe gläserne Stiegenhaus- und Liftturm, dessen oberstes Geschoß als Aussichtsplattform zugänglich ist. Die Fassade des Turms wurde von Peter Kogler gestaltet. Der sechsgeschoßige Neubau steht frei zwischen den beiden alten Gebäuden und weist eine schwarz-weiße Glasfassade im Schachbrettmuster auf.
Im Zuge der Errichtung des Neubaus und der Tiefgarage konnten Teile des 1856 aufgelassenen Spitalsfriedhofs freigelegt und archäologisch untersucht werden.